# Wiktor Łapin
Wiktor Fiedorowicz Łapin (ros. Виктор Федорович Лапин, ur. 8 grudnia 1932, zm. 21 lipca 2006 w Moskwie) – radziecki kierowca i konstruktor wyścigowy.

## Biografia
W 1959 roku wspólnie z Leonidem Griszczukiem zbudował w moskiewskiej siedzibie DOSAAF samochód Formuły 3 z silnikiem IMZ. W 1960 roku Łapin zadebiutował tym pojazdem, zajmując czwarte miejsce w klasyfikacji końcowej. W 1964 roku ścigał się Melkusem 63, zaś od sezonu 1965 – Melkusem 64. W latach 1964–1965 zajmował trzecie miejsce w klasyfikacji generalnej, zaś w roku 1966 został mistrzem. Ponadto w 1966 roku uczestniczył w Pucharze Pokoju i Przyjaźni. Po 1966 roku zakończył karierę zawodniczą.

## Wyniki
| Legenda oznaczeń w tabelach wyników Wyświetl szablon na nowej stronie | Legenda oznaczeń w tabelach wyników Wyświetl szablon na nowej stronie                                                                     |
| Oznaczenie                                                            | Wyjaśnienie |
| --------------------------------------------------------------------- | --- |
| Złoty                                                                 | Zwycięzca lub mistrzostwo |
| Srebrny                                                               | 2. miejsce lub wicemistrzostwo |
| Brązowy                                                               | 3. miejsce lub II wicemistrzostwo |
| Zielony                                                               | Ukończył, punktował (w klasyfikacji generalnej, gdy zdobył co najmniej jeden punkt na przestrzeni sezonu, poza trzema powyższymi opcjami) |
| Niebieski                                                             | Ukończył, nie punktował (w klasyfikacji generalnej, gdy nie zdobył co najmniej jednego punktu na przestrzeni sezonu)                      |
| Czerwony                                                              | Nie zakwalifikował się (NZ) |
| Czerwony                                                              | Nie prekwalifikował się (NPK) |
| Różowy                                                                | Nie ukończył (NU) |
| Różowy                                                                | Niesklasyfikowany (NS) (w klasyfikacji generalnej, gdy nie został sklasyfikowany w żadnym wyścigu sezonu)                                 |
| Czarny                                                                | Zdyskwalifikowany (DK) |
| Czarny                                                                | Wykluczony (WYK/EX) |
| Biały                                                                 | Nie wystartował (NW) |
| Biały                                                                 | Kontuzjowany (K/INJ) |
| Biały                                                                 | Wyścig odwołany (OD/C) |
| Bez koloru                                                            | Został wycofany (WYC/WD) |
| Bez koloru                                                            | Nie przybył (NP/DNA) |
| Bez koloru                                                            | Nie brał udziału w treningach (NT/DNP) |
| Bez koloru                                                            | Nie został zgłoszony (–) |
| Pogrubienie                                                           | Start z pole position |
| Kursywa                                                               | Najszybsze okrążenie wyścigu |
| †                                                                     | Nie ukończył, ale jego rezultat został zaliczony ze względu na przejechanie więcej niż 90% dystansu wyścigu.                              |
| *                                                                     | Sezon w trakcie |
| 1/2/3                                                                 | Punktowana pozycja w sprincie kwalifikacyjnym                                                                                             |
| Lista systemów punktacji Formuły 1                                    | |

### Puchar Pokoju i Przyjaźni
| Rok  | Samochód  | Silnik   | Wyniki w poszczególnych eliminacjach | Wyniki w poszczególnych eliminacjach | Wyniki w poszczególnych eliminacjach | Wyniki w poszczególnych eliminacjach | Pkt. | Msc. |
| ---- | --------- | -------- | ------------------------------------ | ------------------------------------ | ------------------------------------ | ------------------------------------ | ---- | ---- |
| 1966 |           |          |                                      |                                      |                                      |                                      | 0    | NS   |
| 1966 | Melkus 64 | Wartburg | -                                    | -                                    | 8                                    | 8                                    | 0    | NS   |

### Sowiecka Formuła 3
| Rok  | Zespół        | Samochód  | Silnik   | Wyniki w poszczególnych eliminacjach | Wyniki w poszczególnych eliminacjach | Wyniki w poszczególnych eliminacjach | Wyniki w poszczególnych eliminacjach | Pkt. | Msc. |
| ---- | ------------- | --------- | -------- | ------------------------------------ | ------------------------------------ | ------------------------------------ | ------------------------------------ | ---- | ---- |
| 1960 |               |           |          |                                      |                                      |                                      |                                      | 8    | 4    |
| 1960 | DOSAAF Moskwa | ASK       | IMZ      | 5                                    | 3                                    |                                      |                                      | 8    | 4    |
| 1962 |               |           |          |                                      |                                      |                                      |                                      | ?    | ?    |
| 1962 | DOSAAF Moskwa | ASK       | IMZ      | 7                                    | ?                                    |                                      |                                      | ?    | ?    |
| 1964 |               |           |          |                                      |                                      |                                      |                                      | ?    | 3    |
| 1964 | DOSAAF Moskwa | Melkus 63 | Wartburg | 3                                    | ?                                    |                                      |                                      | ?    | 3    |
| 1965 |               |           |          |                                      |                                      |                                      |                                      | ?    | 3    |
| 1965 | DOSAAF Moskwa | Melkus 64 | Wartburg | ?                                    | 4                                    |                                      |                                      | ?    | 3    |
| 1966 |               |           |          |                                      |                                      |                                      |                                      | 88   | 1    |
| 1966 | DOSAAF Moskwa | Melkus 64 | Wartburg | 3                                    | 2                                    | 2                                    | 1                                    | 88   | 1    |